# Estivareilles, Allier
Estivareilles là một xã ở tỉnh Allier thuộc miền trung nước Pháp.